# Сокото (річка)
Сокото (англ. Sokoto River, Kebbi River) — річка в Західній Африці, ліва притока річки Нігер.

## Географія
Сокото протікає на північному заході Нігерії. Витік річки розташований в окрузі Фунтуа (штат Кацина). Річка тече на північний захід по широкій дузі длиною 320 км до міста Сокото, к західу від якого річка Ріма приєднується до Сокото. Далі повертає на південь і впадає в річку Нігер на північний захід від Багудо.
Північна частина басейну річки знаходиться на території Нігера. Річка протікає по території чотирьох штатів Нігерії: Кацина, Замфара, Сокото, і Кеббі. По берегах річки на алювіальних ґрунтах місцеві жителі вирощують бавовну, тютюн, арахіс, цукрову тростину, цибулю, рис, індиго та інші сільськогосподарські культури.
Річка здавна грає велику роль у житті місцевих народів: хауса, дакарків і забарма. На річці, в штаті Сокото, є гребля, яка створена наприкінці 1970-х років в рамках проекту по створенню місцевої іригаційної системи.

## Притоки
- Ріма
- Гамінда
- Замфара
- Ка[2]

## Прибережні міста
- Гусау
- Сокото
- Бернін-Кеббі
- Бунза